# Physiostreptus ortonedae
Physiostreptus ortonedae är en mångfotingart som beskrevs av Filippo Silvestri 1903. Physiostreptus ortonedae ingår i släktet Physiostreptus och familjen Pseudonannolenidae. Inga underarter finns listade i Catalogue of Life.